# Cigány nyelv
A cigány nyelv kifejezés alatt tágabb értelmezésben az Indiából elvándorolt cigányság egymással közeli rokonságban álló újind nyelvváltozatait értjük, ezek a domari, a lomavren és a romani. Közülük a lomavren önálló nyelvnek tekinthető, míg a domari és a romani nyelvek egymással inkább csak dialektuskontinuumot alkotnak.
Szűkebb értelemben a cigány nyelv csak a romani vagy roma nyelvet („emberek nyelve”, roma=„emberek”) jelenti (saját elnevezése romani šib vagy romani čhib), amely az indoeurópai nyelvcsalád indoiráni ágán belül az középind nyelvek csoportjába tartozik, így a többi újind nyelvhez hasonlóan a szanszkrit leszármazottja. Az európai – illetve az Európából az Újvilágba kivándorolt – cigányság több változatban élő nyelve (→makronyelv). A balkáni nyelvi unió tagja. Európában a romák 40%-a – kb. 4-6 millió ember – beszéli, így Európa egyik legnagyobb létszámú nyelvi kisebbségét alkotja. A továbbiakban e nyelv leírására szorítkozunk, szükség szerint utalva a többi cigány nyelvváltozatra.
Szintén cigányok által beszélt nyelv a beás nyelv, ami Magyarországon a másik, elterjedt cigány nyelv a romani nyelv lovári dialektusa mellett. A beás azonban egy archaikus román nyelvjárás, és nem ez a cikk tárgyalja.

## A cigány nyelv rokonsága

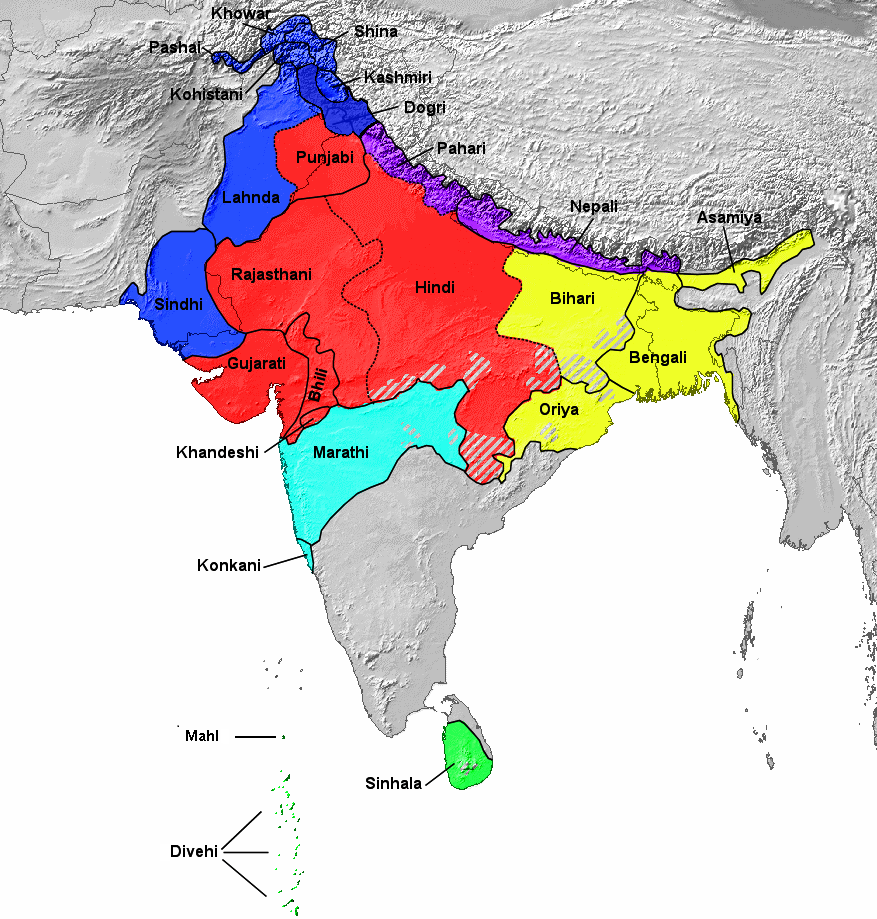
Indoárja nyelvterületek
középind nyelvek
északi ind nyelvek
északnyugati ind nyelvek
keleti ind nyelvek
déli ind nyelvek
szigeti ind nyelvek

A romani nyelv az indoeurópai nyelvcsalád tagja. Az indoiráni ág indoárja nyelvei közé, ezen belül a középind csoporthoz tartozik.

### Rokon nyelvek
A romani nyelv legközelebbi rokonai kétségkívül a főleg az Ázsiában és Észak-Afrikában élő roma népcsoportok nyelvei, dialektusai. Ezek a következők:
- A magát lom névvel jelölő bosa (örmény cigány) népcsoport nyelve, a lomavren vagy bosa nyelv. A történelmi Örményország területén – a mai Örményország, Azerbajdzsán és Törökország egyes részein – valamint Szíriában és Oroszországban beszélik. (Kódjai: ISO 639-2: ine, SIL: RMT.)
- A magukat dom névvel jelölő iráni cigány és arab cigány csoportok nyelve, a domari. Főleg Észak-Afrikában és Ázsiának a Földközi-tengertől Indiáig húzódó területén élnek. (Kódjai: ISO 639-2: inc, SIL: RMT.) Dialektusai: domaki és wogri-boli (India), nawar (Irán, Szíria, Jordánia, Izrael, Palesztina, Egyiptom), kurbat vagy gorbat (Irán, Szíria, Jordánia), maznoug és luli (Irán, Oroszország), karachi (Irán, Oroszország, Törökország), quinati, yürük és koli (Irán), churi-wali (Afganisztán), zott (Irak), beludji és marashi (Törökország), barake (Szíria, Jordánia), beirut és nablos (Szíria), helebi (Egyiptom, Líbia).

A fentiek mellett a romani nyelv további közeli rokonai az egykori szanszkrit nyelv többi leszármazottja, India következő mai nyelvei és dialektusai:
- Hindi nyelv
  - nyugat-hindi dialektusok:
    - khariboli (sztenderd hindi és urdu)
    - haryánvi
    - kanáudzsi

  - kelet-hindi dialektusok:
    - awádhi
    - cshattiszgárhi
- Rádzsasztáni nyelv

### Nyelvszövetség
Az európai cigány nyelv, a romani az idők során bizonyos szempontból hasonult a Balkán-félszigeten beszélt többi nyelvhez, így a balkáni nyelvi unió (balkáni nyelvszövetség) tagjává vált. A csoport többi tagja:
- albán nyelv
- görög nyelv
- keleti újlatin nyelvek (román, aromán, isztroromán)
- délszláv nyelvek (bolgár, macedón, szerb, horvát)

## Nyelvtörténet
A romani nyelv rétegződése nemcsak a nyelvészet szempontjából érdekes, hanem fontos támpontokat ad a történelemtudomány számára is a cigányság egészének, illetve egyes csoportjaink a múltbéli vándorlási útvonalát, hosszabb tartózkodási területeit illetően. A romani nyelv történetében két fő korszak különböztethető meg, illetve bizonyos szempontból indokolt egy harmadik, újabb szakaszról is beszélni.
1. A romani nyelv első szakasza magában foglalja a nyelv elkülönülését a többi újind nyelvtől, az Európáig tartó vándorlás hatásait, valamint az európai letelepedés korai szakaszában történt változásokat. A romani nyelv ezen rétege a különböző variánsokban közös, ezért az ebben a korszakban kialakult szókincset stabil szókészletnek nevezzük.
2. A cigányság európai vándorlásai során a különböző csoportok más-más nyelvterületekkel kerültek érintkezésbe, így nyelvük eltérő módon fejlődött. A különböző romani nyelvi variációkan a szókincs egymástól variációnként eltérő elemeit mobil szókészletnek nevezzük. Erre egy példa a „vonat” szó, amely a többségi nyelvtől függően a különböző romani nyelvekben másképp hangzik: vonato (magyar), vozi (szerb), treno (angol), zibano (német?), pampuri (??).
3. A nyelvfejlődés legújabb rétegének megjelenése a modernizációnak és a globalizációnak a hatása.

### A romani korai szakasza
- Újind gyökerek: A romani alapszókincse a szanszkrit nyelv utáni prákrit nyelvből kialakult újind nyelvekkel rokon. Ilyenek például: buka (kicsi), del (ad->adni ige) Del (Isten), manuš (ember), phral (fivér), phen/pheny (leánytestvér), kham (nap), paji/pani (víz).
- Perzsa hatás az Indiából történő kivándorlás után érte a nyelvet, feltehetően az V–VII. sz. között. Perzsa eredetű például a veš (erdő), kiš (selyem), koro/korro (vak), pošum (gyapjú) és baxt (szerencse, boldogság) kifejezés.
- Örmény jövevényszavak valószínűsíthetően a VI–IX. században kerültek a romaniba: grast/grai (ló), džolano (öszvér), verda/vurdon (szekér, kocsi, újabban: autó), kočo/kočak (gomb), dudum (tök, dinnye).
- Görög nyelvi hatások kb. a X. századtól érték a cigány nyelvet, amikor a cigányság megjelenik a Bizánci Birodalom területén. Ekkor épülnek be a nyelvbe például a következő szavak: kris (törvény, törvénykezés), foro/foros (város, vásár), paramiča (mese), petalo (patkó).
- A birodalmon belül a Balkánra vándorolva a környező nyelvek hatására a romaniban olyan mértékű változások mennek végbe, hogy a nyelv a balkáni nyelvi unió tagjává válik. Ezzel párhuzamosan délszláv szavak is bekerülnek a romaniba: kraj (király), glinda (tükör), zido (fal).

### A nyelvfejlődés európai szakasza

Roma (cigány) nyelv – nyelvjárások

A különböző roma csoportok mai ismereteink szerint a XIV–XV. század fordulóján indulnak meg a Balkánról Európa más területeire és gyakorlatilag fokozatosan a kontinens egészén megjelennek. A nyelvészettudomány szempontjából a romani nyelv különböző variánsai három, jól elkülöníthető rétegbe sorolhatók.
- Az 1. réteget a kontinensen legkorábban szétrajzott csoportok alkotják, amelyek nyelve természetszerűleg eltérő irányban fejlődött. Ezen nyelvek három fő területe: a centrális (Dél-Lengyelország, Csehország, Szlovákia, Magyarország, Burgenland, Kárpátalja, Erdély, Vajdaság), az északnyugati (Franciaország, Benelux-államok, Svájc, Németország, Ausztria, Észak-Olaszország, Skandinávia és Finnország) és az északkeleti (Lengyelország, Baltikum, Belorusszia, Ukrajna, Oroszország). Az ide sorolható nyelvi variánsok némelyike önálló SIL kóddal rendelkezik.
- A romani nyelv 2. rétege belső nyelvi fejlődés eredménye, amely a Balkán-félszigeten maradt cigányság körében zajlott le, és kialakította a ma is beszélt balkáni romani nyelvváltozatokat. Ezen nyelvek közös SIL kódja: RMN
- A 3. réteget a sokáig román nyelvterületen élő cigányok körében lezajló nyelvi folyamatok hozták létre, és az ún. oláhcigány nyelvek tartoznak ide. Ezek a csoportok a XIX. században jelennek meg gyakorlatilag a kontinens egészén, sőt az újvilágban is. A különböző oláhcigány nyelvi variánsok közös SIL kódja: RMY

A 2. és 3. rétegbe tartozó nyelvek beszélői, valamint az 1. réteg egyes nyelveit beszélők – elviekben – kölcsönösen megértik egymást. Az egymás megértése vagy meg nem értése mindig a kommunikáló felek konkrét szándékától függ. Amennyiben a kölcsönös megértés mindkét fél számára fontos, úgy a kommunikáció eredményes. Amennyiben azonban egyik vagy mindkét fél saját szűkebb csoportjának különállását, autonómiáját vagy a saját csoporton belüli összetartást, kohéziót akarja demonstrálni, úgy a két nyelvi variáció közti különbségek kerülnek hangsúlyosan előtérbe – ezzel szándékosan akadályozva a kölcsönös megértést. Valódi meg nem értési problémák az 1. réteg egyes elszigetelt, „leszakadó” vagy erősen kreolizált változataival kapcsolatban jelentkeznek.

### A romani nyelv mai jelenségei
- Határozott igényként fogalmazódik meg a romani nyelv szabványosításának szükségessége, nemzetközi roma közéleti személyiségek ezt visszatérően szorgalmazzák. Párhuzamosan több nyelvi műhely is foglalkozik ezzel a problémával (az IRU nyelvészeti testülete illetve különböző egyetemi tanszékek), azonban ennek egyelőre még nincs hatása a romák mindennapi nyelvhasználatára. Ugyanakkor szűkebb területeken egymástól függetlenül spontán szabványosodási folyamatok indultak meg az utóbbi néhány évtizedben, például a volt Jugoszlávia területén, illetve bizonyos fokig hazánkban is.
- A romani nyelv legújabb változását – a modernizációval és globalizációval összefüggésbe hozhatóan – a nemzetközi kifejezések szókincsbe való beépülése jelenti. Ezek a kifejezések elsősorban a modern társadalmi közéletéhez, illetve a legújabb technikai vívmányokhoz kötődnek. A jelenség nemcsak a szókincs bővülése miatt fontos, hanem azért is, mert ezek a kifejezések közelítik egymáshoz a romani nyelv különböző variációit. Az olyan nemzetközi kifejezések, mint például „parlamentáris demokrácia”, „antirasszista demonstráció” vagy „rádió”, „film”, „videó”, „kompjuter”, „link” stb. minden romani változatban hasonlóan hangzanak, bármely nyelvből vették is át őket.

## A cigány nyelv változatai
A nyelvészettudomány álláspontja szerint a romani nyelv esetében helyesebb változatokról (nyelvi variánsokról) mintsem dialektusokról beszélni. (Az alábbi felsorolás korántsem teljes, csak a nagyobb létszámú, vagy más okból jellegzetes csoportokat tartalmazza.)

### Az 1. réteg nyelvei
Európa legkorábbi, és földrajzilag leginkább szétszórtan elhelyezkedő romani nyelvi változatai:
- Centrális csoport:
  - paibano (magyarcigány, kárpáti cigány) – Magyarország, Erdély, Szlovákia, Vajdaság
  - serviko (szlovák cigány) – Szlovákia, Csehország
  - vend cigány – Magyarország, Szlovénia
  - bergitko – Lengyelország
- Északnyugati csoport
  - a szintó romani összes alváltozata -– Franciaország, Benelux-államok, Svájc, Németország, Ausztria, Észak-Olaszország
  - fintika roma – Finnország
- Északkeleti csoport
  - polska roma – Lengyelország
  - balti romani – Baltikum
  - xaladitko (oroszcigány) – Oroszország

### A 2. réteg nyelvei
A balkáni romák nyelvi változatai, amelyeket az ott lakó, illetve onnan elvándorolt csoportok beszélnek.
- arli (arlija, erli, jerli) – Bosznia, Szerbia, Koszovó, Macedónia, Bulgária, Görögország
- sepeči – Görögország, Törökország
- mečkar – Albánia
- ursar – Románia, Szerbia
- krími romani – Ukrajna (Krím-félsziget)
- abruzzo romani – Dél-Olaszország
- zargar – Irán

### A 3. réteg nyelvei
Az oláhcigány nyelvváltozatok tartoznak ide, amelyek román nyelvterületen alakultak ki, és a XIX. században jelentek meg – mondhatni – az egész világon.
- Északi csoport:
  - kelderash – Románia, Franciaország, Nagy-Britannia, volt Jugoszlávia, Oroszország, Dél-Amerika, USA, sőt Kína is
  - lovari – Magyarország, Ausztria, Szlovákia, Dél-Afrika
  - čurari – Magyarország, Románia
  - mačvaja – USA
- Déli csoport:
  - džambazo – Macedónia, Bulgária, Románia
  - gurbet – Bosznia, Szerbia
  - čergar – Bosznia, Szerbia, Bulgária
  - ursari – Oroszország, Bosznia, Szerbia

## Nyelvi kölcsönhatások

### Para-romani nyelvek
Kreolizációnak nevezzük azt a folyamatot, amelynek során egyes cigány csoportok eredeti romani nyelve sajátosan keveredett a környezetük által beszélt többségi nyelvvel. Ez által gyakorlatilag új nyelvek alakultak ki. Ezek az ún. para-romani nyelvek, amelyeket nem sorolunk a romani nyelvek közé. Közös jellemzőjük, hogy a szókincs romani eredetű, a nyelvtani szerkezetek (és a szókincs egy része) viszont a többségi nyelvből valók. Ilyenek a következők:
- Anglo-romani: Az angol nyelv hatására alakult ki, Nagy-Britanniában beszélik.
- A káló nyelvek az Ibériai félsziget magukat kálónak (feketének) nevező cigány csoportok nyelvei:
  - spanyol-káló: romani lexika + spanyol grammatika
  - katalán-káló: romani lexika + katalán grammatika
  - portugál-káló: romani lexika + portugál grammatika
  - brazil-káló: a portugál-káló brazíliai változata
  - baszk-káló: romani lexika + baszk grammatika – ez a nyelv a többi kálóval ellentétben nem neolatin szerkezetű

A kreolizáció folyamata egyes esetekben nem zárult le. A katalán-káló esetében a nyelvtani szerkezet mellett egyre inkább a szókincs is kicserélődik, ma már a hétköznapi beszédben csak 60-70 cigány eredetű szót használnak az anyanyelvi beszélők.
 Egyes szerzők a magyarcigányok néhány cigány eredetű szóval tarkított magyar beszédét a "hunga-romani" para-romani nyelvnek tekintik.

### Átmeneti nyelvek
Más esetekben a romani nyelv módosulása még nem érte el azt a fokot, hogy új nyelvnek lehessen tekinteni, viszont nyelvtanilag már eléggé eltávolodott az eredeti cigánytól. Ezeket a köztes – már nem romani, de még nem para-romani – nyelveket az ún. „átmeneti” csoportba soroljuk. Ilyenek például:
- szintó-romani egyes csoportjai, jelentős német hatással
- serbo-romani, szerb nyelvi befolyással
- greeko-romani, görög hatással

### Non-romani nyelvek
A nyelvészettudomány non-romani nyelveknek nevezi azokat a nyelveket, amelyek nem sorolhatóak sem a romani, sem a para-romani, sem pedig az "átmeneti" csoportba, azonban a romani nyelvnek jelentős – de közelebbről nem rekonstruálható – szerepe volt kialakulásukban. Közös jellemzőjük a romani eredetű szavak magas száma, amelyek a teljes szókincs 10-50%-át is kitehetik. Ilyenek a gammon, a cent (Nagy-Britanniában) és a yenish (elsősorban a Benelux államokban). Ezek a csoportok a vándorcigányokhoz hasonló életmódot folytatnak, de sem saját magukat nem tekintik cigánynak/romának, sem a többi cigány csoport nem tekinti őket annak. (Szemben a para-romani csoportokkal, akik cigányságukat felvállalják és ezt a többi roma csoport is elismeri.)

## Sztenderdizáció

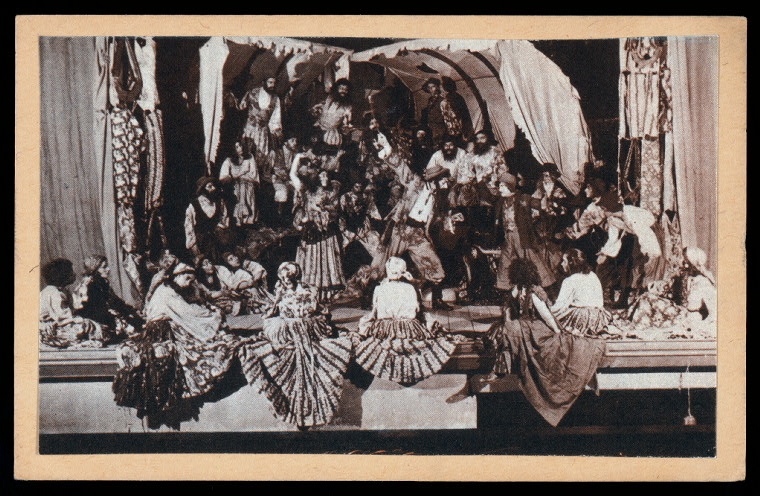
A "Romen" – az 1930-as években alapított moszkvai cigány színház

A romani nyelv évtizedek óta tartó sztenderdizációs kísérlete jelenleg még nem érte el célját. Ennek okai a romani nyelv makrotársadalmi helyzetében keresendők. Az egyes szűkebb földrajzi területeken zajló spontán sztenderdizációs folyamatok a hivatalos törekvésektől gyakorlatilag teljesen független jelenségek. Egyik példa erre a 2013-ban kiadott vend cigány nyelv (muravidéki roma) nyelvtana, amelyet Samanta Baranja állított össze. Ezzel párhuzamosan jelent meg a nyelv szótára is, de a gyakorlatban egyik sem tölt be komolyabb funkciót, inkább csak tanítói segédeszközök.

### A romani nyelvben rejlő lehetőségek
- A romani nyelv legnagyobb szógyűjteménye 33 000 szóból áll. Ebben csak a romani beszélőktől felgyűjtött, jelenleg is élő kifejezések szerepelnek. Ez jó kiindulási alapot képez minden nyelvi modernizációs illetve sztenderdizációs folyamathoz.
- A romani nyelvnek gazdag a szóképző rendszere. Elvont főnevek, összetett kifejezések alkotása a nyelv jelen állapotában is lehetséges.
- A romani nyelvben rejlő lehetőségeket illusztrálják a szövegfordítások is. A Biblia, a Korán és sok szépirodalmi alkotás mellett cigány nyelvre átültethetők olyan bonyolult szakszövegek is, mint például az Európai Unió alkotmány-tervezetének egyes fejezetei.

### Társadalmi korlátok
A sztenderdizációs kísérletek eddigi sikertelenségének oka abban keresendő, hogy a nyelvi műhelyek és a romani nyelvet beszélők között egyirányú a kapcsolat. A kutatók figyelemmel kísérik és ismerik a cigány nyelv pillanatnyi állapotát, de az ő tevékenységük, eredményeik, javaslataik viszont nem jutnak el a cigányul beszélők széles rétegeihez. Ennek okai a következők:
- A cigány nyelv iskolai oktatásának – majdnem – teljes hiánya. Európa egyik legnagyobb nyelvi kisebbsége a kontinens egyik államában sem tanulhatja anyanyelvét sem az alapfokú, sem a középfokú oktatásban. A romani nyelvet mindössze néhány iskolában oktatják, ebben évfolyamonként egy-két tucat diák vesz részt – az egész világon.
- A fentiekkel összefüggésben a romani nyelvoktatók képzése sem elégséges.
- A romani nyelv a médiában sem jelenik meg kellő súllyal. Az országos, vagy nagyobb lefedettségű tévé- és rádiócsatornák egyáltalán nem, vagy csak szimbolikus gesztusként sugároznak bármit is cigány nyelven. A részben vagy egészében romani nyelven kommunikáló média pedig magánemberek illetve helyi kisközösségek kezdeményezéseiként keltek életre, és csak az adott szűkebb közösség számára érhetők el.

## A romák nyelvhasználata
A Föld minden lakott kontinensén megtalálható különböző roma népcsoportok eredetileg a következő nyelvek valamelyikét beszélték, mint saját anyanyelvüket: a domarit, a lomavrent vagy a romanit. Ez utóbbi – a romani vagy cigány nyelv – az európai cigányság nyelve.

### A romani nyelv ismertsége
- Mára a különböző nyelvi folyamatok – mint pl. a kreolizáció vagy a teljes nyelvcsere – eredményeképpen Európában már csak a cigányságnak kb. 40-50%-a beszéli a romanit. Ez az arány a Balkán-félszigeten a legmagasabb, 90-100%, míg például az Ibériai-félszigeten alig több mint 0%.
- Romani nyelven beszélnek még egyes Európából kivándorolt cigány diaszpórák Észak- és Dél-Amerikában, Ausztráliában, Dél-Afrikában valamint Szibériában és Kínában.
- Kis létszámot érintő, de napjainkban már tendenciózusnak mondható jelenség a romanit nem beszélő cigányok körében a romani nyelv megtanulása illetve visszatanulása. Ez figyelhető meg például a spanyolországi káló értelmiség körében, de léteznek erre magyarországi – nem csak értelmiségi – példák is.
- Nem cigányok körében elenyésző a romani nyelvet ismerők száma és elsősorban olyan emberek tartoznak ide, akik hivatásszerűen érdeklődnek a romák kultúrája, illetve nyelve iránt. Kevesebben vannak azok, aki valamilyen más okból éltek vagy élnek hosszabb-rövidebb ideig cigány közösségben, mint például annak idején Alekszandr Szergejevics Puskin is.

### A roma népcsoportok nyelvismerete
Az egyes roma népcsoportok nyelvhasználata – az eltérő társadalmi-történelmi helyzetükből fakadóan – különböző.
- Egy nyelven beszélő romák:
  - Csak romani nyelven beszélő népcsoportok, közösségek természetszerűleg nincsenek, egyének szintjén azonban ismert a jelenség. Zárt roma közösségekben, ahol a csoporton belüli munkamegosztásból kifolyólag nem vesz mindenki részt a gádzsókkal (nem cigányokkal) való kommunikációban, előfordul, hogy ezek a személyek csak néhány szót vagy még annyit sem ismernek az adott többségi – nem cigány – nyelvből. (Ez a terület tudományos szempontból jórészt még feldolgozatlan.)
  - Csak a többségi társadalom nyelvén beszélő roma csoportok, amelyek történelmük során az adott nyelv mindennapi alkalmazása mellett fokozatosan felhagytak a romani nyelv használatával. Ilyenek például a magyarcigányok, akik döntő többségükben kizárólag magyarul beszélnek, vagy az angolszász nyelvterület egyes roma közösségei is, akik jelenleg már csak angolul beszélnek.
- Hagyományosan kétnyelvű csoportok:
  - Ide tartoznak az adott többségi társadalom nyelvét és a romanit egyaránt beszélő közösségek, mint például a gurbetek Szerbiában élő csoportja, akik szerbül is és cigányul is beszélnek.
  - Némiképp különlegesnek számítanak azok a népcsoportok, amelyek az adott többségi nyelv mellett nem a romanit, hanem egy korábbi hazájuk nyelvét beszélik anyanyelvként. Ilyenek például a Görögországban és Bulgáriában élő rudárik, akik a görög, illetve bolgár nyelv mellett egy román dialektust beszélnek saját nyelvükként. Magyarországon ilyen csoport a beásoké.
- A cigányság jelentős hányada beszél három vagy esetleg még több nyelven:
  - A Kelet-Balkánon élő xoraxane romák (török cigányok) a romani és az adott ország (román, bolgár vagy görög) nyelve mellett beszélik még az egykori Oszmán Birodalom nyelvét, egy archaikus török dialektust is. Ehhez hasonlóan Macedóniában a romák nagy része a romani és a macedón nyelv mellett beszél az egykori Jugoszlávia domináns nyelvén, szerbül is.
  - A Kárpát-medence vegyes etnikumú területein egyes roma csoportok saját nyelvük és az adott ország hivatalos nyelve mellett beszélik a másik – nem cigány – nemzetiség nyelvét is. Ezeknél a közösségeknél a következő háromnyelvűségekkel találkozunk: romani-szlovák-magyar (Szlovákia), romani-magyar-román (Románia, Magyarország) és romani-magyar-szerb/horvát (Magyarország, Szerbia).
  - A vándorló életmódot folytató cigányoknál is megfigyelhető a háromnyelvűség. A szintók egyes csoportjai, akik nyáron Németországban, télen Olaszországban élnek, természetesen a szintó-romani mellett jól beszélnek mind olaszul, mind pedig németül.
  - A cigányság esetében a – gyakorlatilag folyamatos – nemzetközi migráció is hozzájárul többnyelvűséghez. Sok roma települt Nyugat-Európába a második világháborút megelőzően, illetve utána. E közösségek egy része új hazájuk nyelve és saját anyanyelvük mellett még az 1970-es években is beszélte évtizedekkel korábbi hazája nyelvét is. Az előzőekhez hasonlóan az 1970-es évektől (majd a délszláv háború idején még nagyobb számban) telepedtek le jugoszláviai romák Olaszországban. Ők romani nyelven, olaszul és szerbül/horvátul egyaránt beszélnek. A jelenleg Macedóniában élő egykori koszovói romák az albán, macedón és romani nyelvekben jártasak. A Szlovákiából Kanadába telepedő egyes roma családok pedig a romani, szlovák és magyar nyelvek mellé megtanulják az angolt is.

## A cigány nyelv írásai
A romani nyelv lejegyzésére sokáig a többségi társadalmak nyelvének írásait alkalmazták, illetve létrejöttek különböző – általában csak szűk körben alkalmazott – tudományos átírások is.
A cigány nyelv első, ideiglenesnek szánt írását az 1971-es Első Roma Világkongresszuson fogadták el, ez egyszerű latinbetűs írás (zárójelben a magyar kiejtéssel):
a (hosszú vagy rövid á), b, c, ch (cs), d, dy (gy), e (e vagy é), f, g, h, x ("hh", erős torok "h"), i, j (dzs), k, kh, l, ly (lj), m, n, ny, o, p, ph, r, s (sz), sh (s), t, ty, th, u, v, y (j), z, zh (zs).
Mivel ez az írás egyes elemeiben hasonlít a magyarhoz, ezért Magyarországon a romani nyelv lovári variánsának ez lett a hivatalosan elfogadott írása, a következő minimális változtatásokkal:
- a j kiejtése j
- a dzs hangot a dzh jelöli
- az y nem jelöl önálló hangot, hanem a magyarhoz hasonlóan a palatalizációt jelöli a kettős betűkben.

Ugyancsak ez az írás szolgál a magyarországi kárpáti romani (vagy kárpáti cigány) változat lejegyzésére, egy újabb kiegészítéssel: mivel a lováriban nincsen csh hang, ezért a kárpátiban erre a chh jelölés született meg.
Időközben azonban – főleg a romani oláhcigány változatait alapul véve – megszületett a mára elfogadott nemzetközi romani ábécé, amelyet egyre többen alkalmaznak. Lásd a jobb oldali táblázatot!
Mivel az írás sztenderdizációja még folyamatban van, a különböző ("fonetikus", "tudományos" és "hivatalos") latin betűs írásmódok használata jelenleg még nem következetes, nem csak hogy nem vált még egyik sem általánosan elfogadottá, hanem ezek gyakran keverednek is egymással. (Ez azonban a nyelvet ismerők számára egyáltalán nem jelent megértési gondot!) Nem teljesen következesen, de általában létezik az a funkcióbeli eltérés is, hogy nyomtatásban inkább az új (ékezetes) latin betűs írás részesül előnyben, míg az elektronikus kommunikációban inkább az egyszerűbb, 1971-ben elfogadott ábécével találkozunk.
A cirill írást használó országokban általában az adott fonetika szerint írják le a romani nyelvet, saját cirill írása az oroszországi kelderás nyelvi változatnak van. Lásd a lenti táblázatot!
Görögországban a görög írást alkalmazzák a romani nyelv leírására minden változtatás nélkül, így külön görög betűs romani írásról tulajdonképpen nem beszélhetünk.
A nem latin betűt használó országok roma értelmiségénél megfigyelhető, hogy szituációtól függően a saját helyi írásmód mellett párhuzamosan használják a latin betűs romani írás valamelyik változatát is.
A fentiek mellett elkészült az Indiában használatos dévanágari írás romani nyelvre adaptált változata is. Ez azonban sokkal inkább szimbolikus jelentőségű dolog, szemben a romani írás latin- és cirill-betűs változatának konkrét funkcionalizmusával, gyakorlati alkalmazhatóságával. Bár a dévanágarival a Wikipedián is találkozhatunk.

## Hangtan

### Magánhangzók
A magánhangzók lehetnek monoftongusok vagy diftongusok, továbbá rövidek vagy hosszúak.
- A romani nyelv lovari dialektusa öt fonémaértékű magánhangzót ismer: a, e, i, o, u. A nyíltsági és zártsági foknak nincs fonológiai megkülönböztető szerepe, ezek csupán allofónok. A magánhangzók hosszúsága – több más nyelvtől eltérően – független a szóhangsúlytól, hangsúlyos szótag is lehet rövid, és hangsúlytalan is lehet hosszú. Írásban sem a hangsúlyt, sem a hosszúságot nem jelöljük.
- A kettőshangzóknak mindig az első eleme a teljes értékű (szótagképző) magánhangzó, a második elem félhangzó, amely egymagában nem, csak az első magánhangzóval együtt alkot szótagot. A félhangzó a kiejtésben (és az írásban is) gyakran mássalhangzóvá alakul, ekkor viszont már nem beszélhetünk valódi kettőshangzóról:
  - û-diftongusok: aû (aûri~avri 'ki'), oû (koûlo~kovlo 'lágy'), uû (phuû~phuv~phū 'föld'), eû (deûles~devles~dēles 'istent) iû (dyiû~dyiv 'búza')
  - î-diftongusok aî (raî~raj 'úr'), eî (sheî~shej 'lány'), oî (roî~roj 'kanál'), uî (muî~muj 'száj'), iî (vorbiî~vorbij~vorbī 'beszél')

| MAGÁNHANGZÓK        | ajakkerekítés nélküli | ajakkerekítéssel ejtett |
| ------------------- | --------------------- | ----------------------- |
| Felső nyelvállású   | i                     | u                       |
| Középső nyelvállású | e                     | o                       |
| Alsó nyelvállású    |                       | a                       |

### Mássalhangzók
A táblázatban a mássalhangzók a magyarországon elterjedt helyesírás szerinti alakjukban szerepelnek (ld. 7. fej.). A zárójelbe írt hangok azok, amelyeket írásban nem különböztetünk meg, hanem a hozzájuk közel álló mássalhangzó jelével írjuk. Itt a nyelvészetben szokásosan alkalmazott szimbólumokkal vannak jelölve. Rövidítések: z.: zöngés, zl.: zöngétlen, heh.: hehezet
| MÁSSAL- HANGZÓK | orális zárhangok | orális zárhangok | orális zárhangok | nazális zárhangok | réshangok | réshangok | affrikáták | affrikáták | folyékony hangok | folyékony hangok | félhangzók |
| MÁSSAL- HANGZÓK | z.               | zl.              | zl. heh.         | nazális zárhangok | z.        | zl.       | z.         | zl.        | tremuláns        | laterális        | félhangzók |
| --------------- | ---------------- | ---------------- | ---------------- | ----------------- | --------- | --------- | ---------- | ---------- | ---------------- | ---------------- | ---------- |
| Bilabiális      | b                | p                | ph               | m                 | (û)       | (ɸ)       |            |            |                  |                  | (û)        |
| Labiodentális   |                  |                  |                  |                   | v         | f         |            |            |                  |                  |            |
| Dentális        | d                | t                | th               | n                 | z         | s         |            | c          | r                | l                |            |
| Posztalveoláris |                  |                  |                  |                   | zh        | sh        | dzh        | ch         |                  |                  |            |
| Palatális       | dy               | ty               |                  | ny                | j         |           |            |            |                  | ly               |            |
| Veláris         | g                | k                | kh               | (ŋ)               |           | x         |            |            |                  |                  |            |
| Laringális      |                  |                  |                  |                   | h         |           |            |            |                  |                  | (î)        |

## Alaktan
A romani nyelv különböző variánsainak, dialektusainak nyelvtani rendszere viszonylag egységesnek tekinthető. Különbségek nagyobb részt a szókincsben, kisebb részt az egyes hangzók kiejtésében vannak. Alábbi példáink az oláhcigány dialektus lovári nyelvjárásából származnak és a Magyarországon elterjedt helyesírást követik.

### Névszóragozás

#### Alanyeset: nemek és számok
| FŐNEVEK      | Egyes szám               | Többes szám                |
| ------------ | ------------------------ | -------------------------- |
| Hímnem (msh) | o grast (a ló)           | le grasta (a lovak)        |
| Hímnem (-o)  | o shavo (a fiú)          | le shave (fiúk)            |
| Nőnem (-i)   | e romnyi (az asszony)    | le romnya (az asszonyok)   |
| Nőnem (-a)   | e drabarica (a doktornő) | le drabarici (a doktornők) |

A romani nyelvben két nem létezik, a hímnem és a nőnem. A hímnemű főnevek végződése alanyesetben általában mássalhangzó vagy o, a nőneműeké i vagy a. A főnevek többes számú alakja alanyesetben a szóvégződés szerint alakul.
A névelők és melléknevek nemben és számban egyeztetendők a főnévvel, azonban többes számban nincs külön hímnemű és nőnemű alakjuk. A mellékneveknek három típusa létezik:
- Egyalakúak: csak egy alakjuk van, ez mindkét nemben és számban azonos. (Az alapszókincs részét képzik.)
- Kétalakúak: hímnem és nőnem azonos, de különbözik a többes szám. (Ezek általában jövevényszavak.)
- Háromalakúak: létezik külön hímnemű, nőnemű és többes számú alakjuk. (Szintén az alapszókincshez tartoznak.)

| MELLÉKNEVEK | Hímnem                  | Nőnem                        | Többes szám                     |
| ----------- | ----------------------- | ---------------------------- | ------------------------------- |
| Egyalakú    | shukar shavo (szép fiú) | shukar shej (szép lány)      | shukar khure (szép csikók)      |
| Kétalakú    | lungo drom (hosszú út)  | lungo ratyi (hosszú éjjel)   | lundži paramichi (hosszú mesék) |
| Háromalakú  | kalo rom (fekete ember) | kali romnyi (fekete asszony) | kale grasta (fekete lovak)      |

#### Tárgyeset
A határozott névelő (hn: o, nn: e, tsz: le) tárgyesete hímnemben és többes számban le, nőnemben la.

A melléknevek ehhez hasonlóan hímnemben és többes számban -e, nőnemben -a végződést kapnak. Ragozott alakban az egyalakú melléknevek is megkapják a megfelelő végződést: shukare-shukara-shukare. A kétalakú melléknevek esetében a szó bővül: szótő + "-on-" + "-e"/"-a": lung + on + e/a →lungone (hímnem és többes szám), lungona (nőnem)
Az élettelent jelentő főnevek tárgyesete azonos az alanyesettel! Például: A: Kothe si o lolo dikhlo. (Ott van a piros kendő.) T: Me dikhlem o lolo dikhlo. (Én láttam a piros kendőt). Ilyenkor természetesen a melléknév sem ragozódik.
Az élőt (személyeket vagy állatokat, de nem növényeket) jelentő főnevek tárgyesetét a szótőből képezzük az -es (hn. e.sz.), -en (hn. tsz.), -a (nn. e.sz.) és -an (nn. t.sz.) ragokkal.
| ACCUSATIVUS | Egyes szám                         | Többes szám                            |
| ----------- | ---------------------------------- | -------------------------------------- |
| Hímnem      | le kale romes (a fekete embert)    | le kale romen (a fekete embereket)     |
| Nőnem       | la kala romnya (a fekete asszonyt) | le kale romnyan (a fekete asszonyokat) |

A tárgyesettel alakilag megegyezőek a főnevek függő- illetve tulajdonító alakjai a főnévragozás további eseteinél, illetve a birtokviszony kifejezésében jutnak szerephez. Ezen alakokkal az élettelen főnevek is rendelkeznek, és az élő főnevek tárgyesetével azonos módon képezzük őket: vurdon (kocsi, szekér, autó) → vurdones (függő alak e. sz.), vurdonen (függő alak t. sz.)

#### Részes eset
A részes esetet a főnév függőalakjából képezzük a -ke (egyes szám) vagy -ge (többes szám) esetragokkal. Jelzős szerkezetben csak a főnév ragozódik, a melléknév függő alakja nem kapja meg a toldalékot.
| DATIVUS | Egyes szám                             | Többes szám                               |
| ------- | -------------------------------------- | ----------------------------------------- |
| Hímnem  | le kale romeske (a fekete embernek)    | le kale romenge (a fekete embereknek)     |
| Nőnem   | la kala romnyake (a fekete asszonynak) | le kale romnyange (a fekete asszonyoknak) |

Amennyiben a melléknév önállóan áll, úgy ragozzuk mint a főnevet: Save khurenge dan paji? – Le kalenge. (Melyik csikóknak adtál vizet? – A feketéknek.) Ez általánosan elmondható a főnévragozás többi esetéről is.

#### Birtokos eset
A birtokviszonyt kétféleképpen fejezhetjük ki: összetett szerkezettel illetve ragozással.
- Összetett szerkezettel:

a birtokos tulajdonító alakja + létige/létige tagadása + birtok alanyesete

shaves si vurdon (a fiúnak van kocsija) élettelennél ugyanígy: vurdones naj roti (a kocsinak nincsenek kerekei)
- A főnévragozás birtokos esetét hasonlóan képezzük a részes esethez, azzal a döntő különbséggel, hogy az alak illeszkedik nem csak a birtokos, de a birtok neméhez illetve számához is. A -ko, -go végződés hímnemű, a -ki, -gi nőnemű, a -ke, -ge pedig többes számú birtokot jelöl.

| GENITIVUS        | a birtok       | Egyes számú birtokos                                   | Többes számú birtokos                                     |
| ---------------- | -------------- | ------------------------------------------------------ | --------------------------------------------------------- |
| Hímnemű birtokos | hímnemű birtok | le kale romesko vurdon (a fekete ember kocsija)        | le kale romengo vurdon (a fekete emberek kocsija)         |
| Hímnemű birtokos | nőnemű birtok  | le kale romeski trasta (a fekete ember tarisznyája)    | le kale romengi trasta (a fekete emberek tarisznyája)     |
| Hímnemű birtokos | több birtok    | le kale romenske grasta (a fekete ember lovai)         | le kale romenge grasta (a fekete emberek lovai)           |
| Nőnemű birtokos  | hímnemű birtok | la kala romnyako vurdon (a fekete asszony kocsija)     | le kale romnyango vurdon (a fekete asszonyok kocsija)     |
| Nőnemű birtokos  | nőnemű birtok  | la kala romnyaki trasta (a fekete asszony tarisznyája) | le kale romnyangi trasta (a fekete asszonyok tarisznyája) |
| Nőnemű birtokos  | több birtok    | la kala romnyake grasta (a fekete asszony lovai)       | le kale romnyange grasta (a fekete asszonyok lovai)       |

A genitivus a romani nyelvben túlmutat a birtokviszony kifejezésénél, mint többfunkciós szerkezet ez az egyik leggyakrabban alkalmazott nyelvtani struktúra a cigány nyelvben.
Ez alapján képezhetőek a minőségjelzős szerkezetek; továbbá ennek segítségével ültethetők át a magyar nyelv összetett szavai, illetve alkothatók más összetett fogalmak is:

sastruno drom (vas+út: vasút), shavorengo kher (gyerek+ház: gyermekotthon), shkolako bersh (iskola+év: tanév), forosko kher (városháza), opozicijako angluno kandidato (az ellenzék első számú jelöltje).
A szerkezet lehet többszörösen összetett: lola molako taxtaj (vörösboros kehely), mashkarthemeski zhanipeski konferencija (nemzetközi tudományos konferencia). Ezekben a szerkezetekben minden szó ahhoz alkalmazkodik nemben és számban, amelyre vonatkozik. A taxtaj (kehely) hímnemű, ezért a molako (boros) is hímnemű végződést kap; a mol (bor) viszont nőnemű, ezért a lolo (piros, vörös) melléknév nőnemű függő alakja, a lola szerepel. A másik kifejezésben a konferencija nőnemű, ezért ezt az alakot kapja a zhanipeski (tudományos) jelző is, de a mashkarthemeski (nemzetközi) is, mivel nem a hímnemű zhanipe-re, (tudomány), hanem közvetlenül a nőnemű konferencija-ra vonatkozik.
Mindezeken túl a birtokos eset nem csak minőségjelzőként, hanem számnevekre alkalmazva mennyiségjelzőként is funkcionál. Pl. bish bersh (húsz év), de bishe bershengo (húszéves).

#### Helyhatározó eset
A romani nyelvben a lokáció meghatározásának két iránya létezik. A hol? és a hova? kérdések és válaszaik azonosak, egyedül a honnan? különbözik az előbbiektől. A helyhatározós eset a hol? és a hova? kérdésekre válaszol. A választ kifejezhetjük a főnév ragozásával illetve egy névmást alkalmazó szerkezettel is.
- Nyelvtani szerkezettel: kaj (hol?, ahol) + határozott névelő + főnév, alanyeset:

Például: kaj o rashaj (a apnál/a paphoz), kaj e drabarica (a doktornőnél/a doktornőhöz), kaj le manusha (az embereknél/az emberekhez).
Ezt a szerkezetet csak személyek esetében alkalmazzuk. Ha a postás jelöli a helyszínt, akkor mondható a kaj o poshtari (a postásnál/a postáshoz). De a 'postán', 'postára' kifejezésekre mint élettelen főnévre nem alkalmazható ez a szerkezet.
- A főnév ragozása a függő alakkal és a -te, -de esetragokkal történik:

| LOCATIVUS | Egyes szám                                        | Többes szám                                            |
| --------- | ------------------------------------------------- | ------------------------------------------------------ |
| Hímnem    | le kale romeste (a fekete embernél/emberhez)      | le kale romende (a fekete embereknél/emberekhez)       |
| Nőnem     | la kala romnyate (a fekete asszonynál/asszonyhoz) | le kale romnyande (a fekete asszonyoknál/asszonyokhoz) |

A főnév ilyen ragozása eredetileg élettelen főnevek esetében is alkalmazható volt: kirchimate zhav (kocsmába megyek). Ezek az alakok azonban ma már főképp csak népdalokban, állandósult szövegfordulatokban jönnek elő, az élő beszédben egyre inkább kiszorítják ezeket a különböző elöljárós szerkezetek: ande kirchima zhav, po foro zhav (a vásárra megyek).

#### Távolító eset
A honnan? kérdésre is kétféle módon lehet válaszolni, a főnév ragozott alakjával, illetve egy másik szerkezettel:
- Kathar + határozott névelő + főnév, alanyeset: kathar o lavutari (a hegedűstől).

A kathar a kathe (itt névutó) és a -tar ragból képzett szó, jelenti az 'honnan?', 'innen' névmásokat, de fordítása bizonyos esetekben 'hova valósi?' esetleg 'ide valósi', 'itteni'. A szerkezet minden olyan esetben alkalmazható (tehát nem konkrét helymeghatározás esetén is) ahol a "-tól, -től" használata megengedett. Például kathar o jiv parnyol (a hótól fehéredik).
- A távolító esetet a főnév függő alakjához kapcsolt -tar illetve -dar raggal képezzük:

| ABLATIVUS | Egyes szám                              | Többes szám                                |
| --------- | --------------------------------------- | ------------------------------------------ |
| Hímnem    | le kale romestar (a fekete embertől)    | le kale romendar (a fekete emberektől)     |
| Nőnem     | la kala romnyatar (a fekete asszonytól) | le kale romnyandar (a fekete asszonyoktól) |

Ez a forma is alkalmazható tágabb körben, ahol nem feltétlenül a konkrét lokáció kerül megfogalmazásra: Kastar shundan? – Le romnyandar. (Kitől hallottad? – Az asszonyoktól.)
A -tar toldalék ugyanakkor hasonló jelentéskörrel az igeragozásban is szerepet kap, nagyjából a magyar 'el-' igekötőnek megfelelően: gelem-gelemtar (mentem-elmentem) zha!-zhatar! (menj!-menj el!/menj innen!).

#### Eszközhatározós eset
Az eszközhatározói esetet a főnév függő alakjából a -sa és -ca ragokkal képezzük:
| INSTRUMENTALIS | Egyes szám                             | Többes szám                               |
| -------------- | -------------------------------------- | ----------------------------------------- |
| Hímnem         | le kale romesa (a fekete emberrel)     | le kale romenca (a fekete emberekkel)     |
| Nőnem          | la kala romnyasa (a fekete asszonnyal) | le kale romnyanca (a fekete asszonyokkal) |

#### Megszólító eset
A megszólító esetet nem a függő alakból, hanem a szótőből képezzük az -e, -a (hímnem), -a, -e (nőnem) és -ale (többes szám) ragokkal. Hímnemben a végződés a szóvégződéstől függ: a mássalhangzóra végződőek -a ragot kapnak, az 'o' végűek -e-t. Nőnemben mind az -a mind az -i végűekhez ugyanaz a rag járul, a beszélő személyétől vagy éppen pillanatnyi hangulatától függ, hogy ez -a, -e sőt akár -o. (Phenyo! – húgom!)
Gyakorlatilag megszólító esetük csak a főneveknek van. Amikor meglehetősen ritkán, teljes jelzős szerkezet kerül megszólító módba, a melléknév ragozása következetlen, az alanyeset és a függő alak egyaránt előfordulhat: Av kathe, kalo shave!/ Av kathe, kale shave! (Gyere ide, fekete fiú!)
| VOCATIVUS | Egyes szám                   | Többes szám                         |
| --------- | ---------------------------- | ----------------------------------- |
| Hímnem    | shave! (fiú!) roma! (ember!) | shavale! (fiúk!) romale! (emberek!) |
| Nőnem     | romnya! (asszony!) romnye!   | romnyale! (asszonyok)               |

#### Összefoglaló táblázat
| NÉVSZÓRAGOZÁS  | Hímnem                                          | Hímnem                        | Nőnem                        | Nőnem                          |
| -------------- | ----------------------------------------------- | ----------------------------- | ---------------------------- | ------------------------------ |
|                | egyes szám                                      | többes szám                   | egyes szám                   | többes szám                    |
| Nominativus    | o kalo rom                                      | le kale roma                  | e kali romnyi                | le kale romnya                 |
| Accusativus    | (élő:) le kale romes (élettelen:) o kalo vurdon | le kale romen le kale vurdona | la kala romnya e kali trasta | le kale romnyan le kale trasti |
| Dativus        | le kale romeske                                 | le kale romenge               | la kala romnyake             | le kale romnyange              |
| Genitivus      | le kale romesko-i-e                             | le kale romengo-i-e           | la kala romnyako-i-e         | le kale romnyango-i-e          |
| Locativus      | le kale romeste                                 | le kale romende               | la kala romnyate             | le kale romnyande              |
| Ablativus      | le kale romestar                                | le kale romendar              | la kala romnyatar            | le kale romnyandar             |
| Instrumentalis | le kale romesa                                  | le kale romennca              | la kala romnyasa             | le kale romnyanca              |
| Vocativus      | roma!                                           | romale!                       | romnya! / romnye!            | romnyale!                      |

| SZEMÉLYES NÉVMÁS VISSZAHATÓ NÉVM. | én                               | te                               | ő (hn.)                          | ő (nn.)                          | mi                               | ti                               | ők                               | vh. E/3   | vh. T/3   |
| --------------------------------- | -------------------------------- | -------------------------------- | -------------------------------- | -------------------------------- | -------------------------------- | -------------------------------- | -------------------------------- | --------- | --------- |
| Nominativus                       | me                               | tu                               | voj                              | voj                              | ame                              | tume                             | von                              | -         | -         |
| Accusativus                       | man                              | tut                              | les                              | la                               | amen                             | tumen                            | len                              | pe / pes  | pe / pen  |
| Dativus                           | mange                            | tuke                             | leske                            | lake                             | amenge                           | tumenge                          | lenge                            | peske     | penge     |
| Genitivus                         | birtokos névmásokkal fejezzük ki | birtokos névmásokkal fejezzük ki | birtokos névmásokkal fejezzük ki | birtokos névmásokkal fejezzük ki | birtokos névmásokkal fejezzük ki | birtokos névmásokkal fejezzük ki | birtokos névmásokkal fejezzük ki | pesko-i-e | pengo-i-e |
| Locativus                         | mande                            | tute                             | leste                            | late                             | amende                           | tumende                          | lende                            | peste     | penge     |
| Ablativus                         | mandar                           | tutar                            | lestar                           | latar                            | amendar                          | tumendar                         | lendar                           | pestar    | pendar    |
| Instrumentalis                    | manca                            | tusa                             | lesa                             | lasa                             | amenca                           | tumenca                          | lenca                            | pesa      | penca     |
| Vocativus                         | -                                | tu!                              | -                                | -                                | -                                | tume!                            | -                                | -         | -         |

### Igeragozás
A cigány nyelvben az igeragozásnak 5 (mások szerint 6) osztálya létezik, az eltérés közöttük minimális.

Kijelentő módban négy igeidő létezik: jelen, folyamatos múlt, befejezett múlt és jövő idő.

Feltételes módban jelen- és múlt időt különböztetünk meg. A feltételes mód jelen idejű alakja megegyezik a kijelentő mód folyamatos múlt idejű alakjával. Részben emiatt, részben a magyar nyelv hatására ez a szerkezet ma már szinte csak a feltételes mód kifejezésre szolgál, a múlt időre szinte kizárólag a befejezett múlt igealakjai szolgálnak. Kivételt képeznek a népdalok és népmesék többé-kevésbé állandósult szövegfordulatai, ahol még találkozunk folyamatos múlt idővel.

Közvetlen felszólító módú igealak csak egyes és többes szám 2-ik személyben létezik, de kötőmóddal minden személyben kifejezhető felszólítás.

A kötőmódnak, a balkáni nyelvek hatására kialakult igei szerkezetnek több fontos funkciója van a cigány nyelvben.
Az élő beszédben fontos szerepük van az igékből képzett múlt idejű melléknévi igeneveknek is, ezért ezeket az alakokat is fel szokás tüntetni az igeragozásnál.

#### I. osztályú igék ragozása
A leggyakoribb igeosztályba tartozó kerel (csinál) igének a ragozása jelen időben a következő:

egyes szám: kerav, keres, kerel
többes szám: keras, keren, keren. A T/2 és T/3 alak tehát megegyezik.

Jövő időben a jelen idejű alak -a toldalékkal bővül, ennek hatására a következő változások következnek be: E/1 av+a→ō (nyújtott "o", írásban külön nem jelölendő), tehát kerav+a→kero. E/3 és T/2, T/3 személyekben a szótő utáni e kieshet: keren+a vagy kerel+a → kerena/kerna, kerela/kerla

Folyamatos múlt időben illetve jelen idejű feltételes módban a jelen idejű alakok egy -as végződést kapnak. A jövő időnél jelzett változások itt is végbe mennek, illetve végbe mehetnek.

A melléknévi igenév alakja általában: szótő + tővéghangzó (leginkább "d" vagy "l") + "-o/i/e" a nemek és számok szerint. A melléknévi igenév – bizonyos szócsoportnál – E/3 és T/3 személyben kifejezheti a befejezett múlt időt

A melléknévi igenév tövéből (szótő+tővéghangzó) alakból képezzük a befejezett múlt időt az "-em/-om", "-an", "-as", többés számban az "-am", "-an/-e/-ine", "-e/-ine" ragokkal. Ahol a létige E/1 alakja sim ott E/1 személyben az "-em" használatos kerav→kerdem. Ahol ugyanez a létige som, ott az "-om" raggal képezzük a múlt idejű alakot, ez esetekben azonban a tővéghangzó palatalizálódik: kerav→kerdyom. T/3 személyben az "-e/-ine" rag használata az adott beszélőtől függ: megszokásból vagy pillanatnyi hangulatától indíttatva mondhatja a kettő közül bármelyiket: kerde/kerdine. Ugyancsak a beszélőtől függ, hogy a T/2 személyben a T/3 (kerde/kerdine) vagy az E/2 alakot (kerdan) alkalmazza, bár a ez utóbbi lényegesen gyakoribb.

A feltételes mód múlt idejét a kijelentő mód befejezett múlt idejű alakjából képezzük, akárcsak a jelen idejű alaknál, az "-as" raggal.

Tényleges felszólító mód csak második személyben létezik: egyes számban ez azonos a szótővel (ker!-csináld!), többes számban a kijelentő mód jelen idejű alakjával (keren!-csináljátok!). A felszólítás azonban minden személyben kifejezhető a kötőmóddal.
| IGERAGOZÁS | Jelen idő | Befejezett múlt | Jövő idő | Folyamatos múlt; feltételes jelen | Feltételes múlt | Felszólító mód |
| ---------- | --------- | --------------- | -------- | --------------------------------- | --------------- | -------------- |
| E/1 me     | kerav     | kerdem          | kero     | keros                             | kerdemas        | -              |
| E/2 tu     | keres     | kerdan          | keresa   | keresas                           | kerdanas        | ker!           |
| E/3 voj    | kerel     | kerdas          | kerla    | kerlas                            | kerdasas        | -              |
| T/1 ame    | keras     | kerdam          | kerasa   | kerasas                           | kerdamas        | -              |
| T/2 tume   | keren     | kerdan          | kerena   | kerenas                           | kerdanas        | keren!         |
| T/3 von    | keren     | kerde           | kerna    | kernas                            | kerdesas        | -              |

#### Kötőmód
Egyszerű, de annál fontosabb szerkezet a cigány igék kötőmódja, amely a balkáni nyelvek hatására alakult ki.

A te kötőszóból (jelentése "ha" illetve "hogy") és az ige kijelentő mód, jelen idejű, megfelelően ragozott alakjából áll: te zhav, te zhas, te zhal stb. A kötőmódban mindig a jelen idejű alak szerepel, akkor is, ha a mondat egésze múlt vagy jövő idejű. A kötőmódnak több funkciója van:
- Mivel a romaniban nincs főnévi igenévi alak, ez a szerkezet helyettesíti azt: Chi zhanglem te zhav. – "Nem tudtam menni."
- Ugyancsak a kötőmóddal fejezhető ki felszólítás, bármely személyben: Te zhas aba! – "Menjünk már!", T'aves (~te aves) baxtalo! – "Legyél szerencsés!"
- Vannak szöveghelyzetek, amikor az előbbi két funkció nem különíthető el élesen, a khere simas te xav kétféleképpen is fordítható: "otthon voltam enni" illetve "otthon voltam, hogy egyek".

#### A létige ragozása
A létige – sok más nyelvhez hasonlóan – a romaniban is rendhagyó. A két múltidőből a létigének csak befejezett múlt ideje van, bár ez a többi ige folyamatos múlt idejű alakjához hasonlóan ragozódik. A feltételes módú alak – a többi igétől eltérően – nem fejez ki egyben folyamatos múlt időt is. 

Létigének – a különböző módokban és időkben – két külön igét alkalmazunk. Jelen és múlt időben a si (van) ragozott alakjait használjuk. Jövő időben az avel (jön) ige jelen idejű; feltételes mód mindkét idejében valamint felszólító módban pedig az ige megfelelően ragozott alakjait alkalmazzuk.
Más indoeurópai nyelvekhez hasonlóan minden mondatban kötelező az igei állítmány, ha nincs más ige , akkor létigének kell lennie. E/3 és T/3 személyben, ha ez a kötelező létige nem hangsúlyos eleme a mondatnak, nem a si alakot használjuk, hanem egy -i vagy -j kopulát, attól függően, hogy magánhangzóra vagy mássalhangzóra végződő szóhoz kapcsolódik: Kadi shej shukar-i. (Ez a lány szép.) Kodo shavo kalo-j. (Az a fiú fekete.) A magyar nyelv hatására sok beszélőnél az -i kopula elmarad, de a -j, amely nem alkot önálló szótagot, megmarad: kadi shej shukar de kodo shavo kalo-j.
A létige felszólító módját az E/2 és T/2 közvetlen alakjai mellett minden személyben az avel ige kötőmódjával fejezzük ki. Második személyben kötetlen beszédben inkább a konkrét felszólító alak használatos (Av lasho!: "Legyél jó!"), állandósult kifejezésekben pedig a kötőmód (T'aven baxtale!: "Legyetek szerencsések!" – általános köszönési forma.)
| LÉTIGE   | jelen idő | múlt idő | jövő idő | feltételes jelen | feltételes múlt | közvetlen felszólító alak | felszólítás kötőmóddal |
| -------- | --------- | -------- | -------- | ---------------- | --------------- | ------------------------- | ---------------------- |
| E/1 me   | sim       | simas    | avav     | avos             | avilemas        | -                         | t'avav                 |
| E/2 tu   | san       | sanas    | aves     | avesas           | avilanas        | av                        | t'aves                 |
| E/3 voj  | si        | sas      | avel     | avelas           | avilasas        | -                         | t'avel                 |
| T/1 ame  | sam       | samas    | avas     | avasas           | avilamas        | -                         | t'avas                 |
| T/2 tume | san       | sanas    | aven     | avenas           | avilanas        | aven                      | t'aven                 |
| T/3 von  | si        | sas      | aven     | avenas           | avilesas        | -                         | t'aven                 |

### Roma tematikájú összefoglaló szócikkek
- Cigány népcsoportok
- Romák
- Roma nemzeti jelképek
- Roma ünnepek

### További irodalom
- Janurik Tamás. A lovári nyelv történeti szótana. Budapest: Ad Librum Kiadó (2010). ISBN 9786155014291
- Janurik Tamás. A romani nyelv alapjai. Budapest: Ad Librum Kiadó (2010). ISBN 9786155014291